# Apotema (geometria)
In geometria, con riferimento ai poligoni regolari, l'apotema (indicato con {\displaystyle a}) è il raggio della circonferenza inscritta e corrisponde alla distanza fissa tra l'incentro e ciascuno dei lati. Il rapporto tra apotema e lato è specifico (e fisso) per ciascun poligono regolare e dipende dal numero dei lati. Il suo utilizzo principale è nel calcolo delle aree, combinato al perimetro, in quanto coincide pure con l'altezza degli {\displaystyle n} triangoli isosceli congruenti in cui è divisibile il poligono.
Analogamente, nella geometria solida, il termine indica: nelle piramidi regolari, la distanza del vertice dal lato alla base; nei coni retti, la distanza del vertice da un qualsiasi punto della circonferenza di base.

## Nei poligoni regolari

Apotema in un ottagono

In ogni poligono regolare con {\displaystyle n} lati l'area totale può essere divisa in {\displaystyle n} triangoli isosceli congruenti, le cui basi coincidono con i lati del poligono stesso e i lati obliqui con i segmenti che congiungono i vertici con l'incentro dello stesso. L'apotema tocca il lato del poligono sempre nel punto medio ed, essendo il raggio dell'incerchio rispetto a questo sempre perpendicolare, coincide con l'altezza del triangolo isoscele, la cui ampiezza al vertice misura una frazione esatta dell'angolo giro (angolo giro fratto {\displaystyle n}: {\displaystyle 2\pi /n}).
Se ne può ricavare, quindi, che il rapporto fra l'apotema e il lato di un poligono regolare {\displaystyle n}-agonale è sempre costante, e può essere ricavato a priori semplicemente sapendo il numero di lati attraverso le relazioni trigonometriche che legano gli elementi del triangolo. In questo caso trattandosi di un triangolo isoscele, l'apotema corrisponde a un cateto di un triangolo rettangolo avente come altro cateto il semilato {\displaystyle l/2} del poligono e per ipotenusa il circumraggio e angolo adiacente {\displaystyle \alpha } pari a {\displaystyle \pi /n.}
Considerando quindi {\displaystyle R} come raggio della circonferenza circoscritta al poligono, {\displaystyle l} la lunghezza di un lato del poligono e {\displaystyle a_{n}} l'apotema ({\displaystyle r} nell'immagine a lato), si ottengono i seguenti rapporti:
{\displaystyle l=2R\sin {\frac {\pi }{n}};}
{\displaystyle R={\frac {l}{2\sin {\frac {\pi }{n}}}};}
{\displaystyle a_{n}=R\cos {\frac {\pi }{n}}={\frac {l\cos {\frac {\pi }{n}}}{2\sin {\frac {\pi }{n}}}}={\frac {l}{2\tan {\frac {\pi }{n}}}}.}
Inoltre, grazie alla divisione in triangoli, è anche possibile capire come l'apotema faciliti notevolmente il calcolo delle aree in questi casi; basta infatti calcolare l'area del singolo triangolo e poi moltiplicarla per il numero dei lati.
{\displaystyle A_{n}=n{\frac {l\cdot a_{n}}{2}}} oppure {\displaystyle A_{n}=s\cdot a_{n},}
dove {\displaystyle s} rappresenta il semiperimetro.

### Numeri fissi
Dall'apotema derivano classicamente anche due numeri fissi, che sono vere e proprie costanti tipiche di ciascun poligono regolare e dipendenti unicamente dal numero dei lati:
- {\displaystyle f_{n}={\frac {1}{2\tan {({\frac {\pi }{n}})}}}} che è il rapporto tra apotema e lato;
- {\displaystyle j_{n}={\frac {nf_{n}}{2}}} che è il rapporto fra l'area del poligono e il quadrato del lato.

| Poligono      | n  | fn    | jn     |
| ------------- | -- | ----- | ------ |
| Triangolo     | 3  | 0,289 | 0,433  |
| Quadrato      | 4  | 0,5   | 1      |
| Pentagono     | 5  | 0,688 | 1,720  |
| Esagono       | 6  | 0,866 | 2,598  |
| Ettagono      | 7  | 1,038 | 3,634  |
| Ottagono      | 8  | 1,207 | 4,828  |
| Ennagono      | 9  | 1,374 | 6,182  |
| Decagono      | 10 | 1,539 | 7,694  |
| Endecagono    | 11 | 1,703 | 9,366  |
| Dodecagono    | 12 | 1,866 | 11,196 |
| Tridecagono   | 13 | 2,029 | 13,186 |
| Tetradecagono | 14 | 2,191 | 15,335 |
| Pentadecagono | 15 | 2,352 | 17,642 |
| Esadecagono   | 16 | 2,514 | 20,109 |
| Ettadecagono  | 17 | 2,675 | 22,736 |
| Ottadecagono  | 18 | 2,836 | 25,521 |
| Ennadecagono  | 19 | 2,996 | 28,465 |
| Icosagono     | 20 | 3,157 | 31,569 |